# Armando Capo
Armando Horacio Capó (* 1932) ist ein argentinischer Schauspieler.

## Leben
Capó ist ein argentinischer Schauspieler, der ab den 1980er Jahren in verschiedenen Spielfilmen in Erscheinung trat. Er übernahm 1983 Nebenrollen in Bluthund – Phantom der Unterwelt und Schmutziger Kleinkrieg sowie 1984 in Camila – Das Mädchen und der Priester. Im selben Jahr übernahm er die Rolle des Sklaventreibers Burgo im Abenteuerfilm Der Krieger und die Hexe unter dem Pseudonym Arthur Clark. 1985 war er in 38 Episoden der Fernsehserie María de nadie in der Rolle des Leiva zu sehen. Von 1988 bis 1989 verkörperte er die Rolle des Francisco in insgesamt 219 Episoden der Fernsehserie Mi nombre es Coraje. Ab den 1990er Jahren trat er in Spielfilmen in Nebenrollen in Erscheinung.

## Filmografie (Auswahl)
- 1980: Los superagentes y la gran aventura del oro
- 1982: Pubis Angelical
- 1983: Superagentes y titanes
- 1983: Bluthund – Phantom der Unterwelt (El desquite)
- 1983: Schmutziger Kleinkrieg (No habrá más penas ni olvido)
- 1983: Los Reporteros (Fernsehserie, 3 Episoden)
- 1984: Los reyes del sablazo
- 1984: Gracias por el fuego
- 1984: Camila – Das Mädchen und der Priester (Camila)
- 1984: Der Krieger und die Hexe (The Warrior and the Sorceress)
- 1984: Pelear por la vida (Fernsehserie)
- 1985: Barbarian Queen
- 1985: American Scorpion
- 1985: La cruz invertida
- 1985: María de nadie (Fernsehserie, 38 Episoden)
- 1986: Seguridad personal
- 1986: Im Reich der Amazonen (Amazons)
- 1987: Top Fighter
- 1987: Revancha de un amigo
- 1988: Las locuras del extraterrestre
- 1988: Crazy Balloon
- 1988–1989: Mi nombre es Coraje (Fernsehserie, 219 Episoden)
- 1989: Tango für einen Killer (Two to Tango)
- 1990: Extermineitors II: La venganza del dragón
- 1990: Nackter Tango (Naked Tango)
- 1992: Grande Pá! (Fernsehserie, Episode 2x10)
- 1992: Ein Mord zuviel (Hostage)
- 1993: Gatica, el mono
- 1993: El condenado (Kurzfilm)
- 1997: El Che